# Ostedes discovitticollis
Ostedes discovitticollis là một loài bọ cánh cứng trong họ Cerambycidae.